# 屋我地大橋
屋我地大橋（やがじおおはし）は、沖縄県名護市真喜屋の奥武島（無人島）と同市屋我地島とを結ぶ橋長300メートルの沖縄県道110号線の橋。1993年3月に完成した。

## 概要
初代の屋我地大橋は1953年に完成したが、1960年のチリ地震の津波で橋の上部が流失（津波伝承碑が存在）。それから3年後の1963年に2代目が完成し、30年にもわたって沖縄本島と結ぶ重要な交通手段を果たした。
しかし、本土復帰後の道路整備の過程で幅員が5.5メートルと極端に狭いこと、歩道がなくて交通安全上危険なこと、塩害による老朽化が問題になっていた。そこで1980年代後半から新橋予備設計や橋梁実施設計が行われ、1993年3月27日に開通した。3代目の橋は有効幅員が車道7.5メートル＋歩道2.5メートルで、デザインも「屋我地大橋修景検討委員会」を設置して周辺環境に合わせたものが採用された。
屋我地島は本橋と羽地奥武橋で沖縄本島と結ばれている（奥武島経由）。また、古宇利大橋（開通：2005年）で今帰仁村の古宇利島に渡ることができる。屋我地島から今帰仁村側の沖縄本島に渡るワルミ大橋も開通した（2010年12月）。
2010年12月のワルミ大橋開通まで本島と結ぶ唯一の橋で、古宇利島民が沖縄本島（今帰仁村中心部方面）に行くには屋我地大橋を経由しなければならなかった。